# Dysdaemonia concisa
Dysdaemonia concisa is een vlinder uit de onderfamilie Arsenurinae van de familie nachtpauwogen (Saturniidae).
De wetenschappelijke naam van de soort is voor het eerst geldig gepubliceerd door Becker & Camargo in 2001.